# アル・スミス (ニューヨーク州知事)
アルフレッド・エマニュエル・スミス・ジュニア（英:Alfred Emanuel Smith, Jr.、1873年12月30日 - 1944年10月4日）は、アメリカ合衆国の政治家である。私的にも公的生活でもアル・スミスと呼ばれた。
ニューヨーク州知事に4期選ばれ、1928年アメリカ合衆国大統領選挙で民主党の大統領候補になった。主要政党の大統領候補者としては、初めてのカトリック教徒かつアイルランド系アメリカ人だった。選挙では共和党のハーバート・フーヴァーに敗れた。
その後エンパイア・ステート会社の社長となり、世界恐慌の時代に建てられたエンパイア・ステート・ビルディングの主唱者となった。

## 初期の経歴
スミスはアルフレッド・エマニュエル・スミスとキャサリン・マルビヒル夫妻の子供として生まれ、当初は多民族社会であるマンハッタンのローワー・イースト・サイド、オリバー通りで育ち、そこは当時建設中だったブルックリン橋が見える所だった。4代前の先祖はアイルランド人、ドイツ人、イタリア人およびイギリス人だったが、アイルランド系アメリカ人社会に属する者とされ、1920年代にその指導的代弁者となった。
スミスが13歳の時に父が死んだ。父は南北戦争の古参兵であり、小さなトラック運送会社を所有していた。14歳の時に家族の残りを支えるために、ジェームズ通り37番にあった教会区学校マンハッタン・セントジェームズ学校を中退しなければならなかった。高校や大学に通ったことはなく、週給12ドルで得た仕事のフルトン魚市場で学んだことで人々のことを識るようになったと言っていた。成功したアマチュア俳優として著名な演説家になった。1900年5月6日、スミスはキャサリン・A・ダンと結婚し、その後5人の子供が生まれた。

## 政歴
スミスの政歴において、労働者階級の出自を利用し、自分を移民と認め、大衆の中の人間であることを表に出した。タマニー・ホールの政治マシーン、特にそのボスである"サイレント"・チャーリー・マーフィーに恩義があったものの、汚職とは無縁であり続け、進歩的な法の制定のために働いた。
スミスの最初の政治家活動は1895年の陪審委員会事務所の事務員としてだった。1903年、ニューヨーク州議会議員に選ばれた。1911年トライアングル・シャツウェスト工場火災で100人の労働者が死亡した後、工場労働条件を調査するように指定された委員会の副委員長を務めた。危険で不健康な労働環境に対する改善運動を行い、矯正法案を提出した。
1911年、民主党が州議会の多数を獲得し、スミスは強力な歳入委員会の委員長となった。1912年には多数派では無くなり、スミスは少数派院内総務になった。次の選挙では再度民主党が多数派となり、スミスは1913年の会期で下院議長に選ばれた。1914年には共和党が多数を取り、スミスはまたも少数派院内総務となり、1915年までこの地位にあり、その後スミスはニューヨーク郡（マンハッタン）保安官に選ばれた。この頃まで、ニューヨーク市と州の進歩主義運動の指導者だった。スミスの選挙マネジャーかつ一番の側近はプロシア系ユダヤ人移民の娘、ベル・モスコウィッツだった。

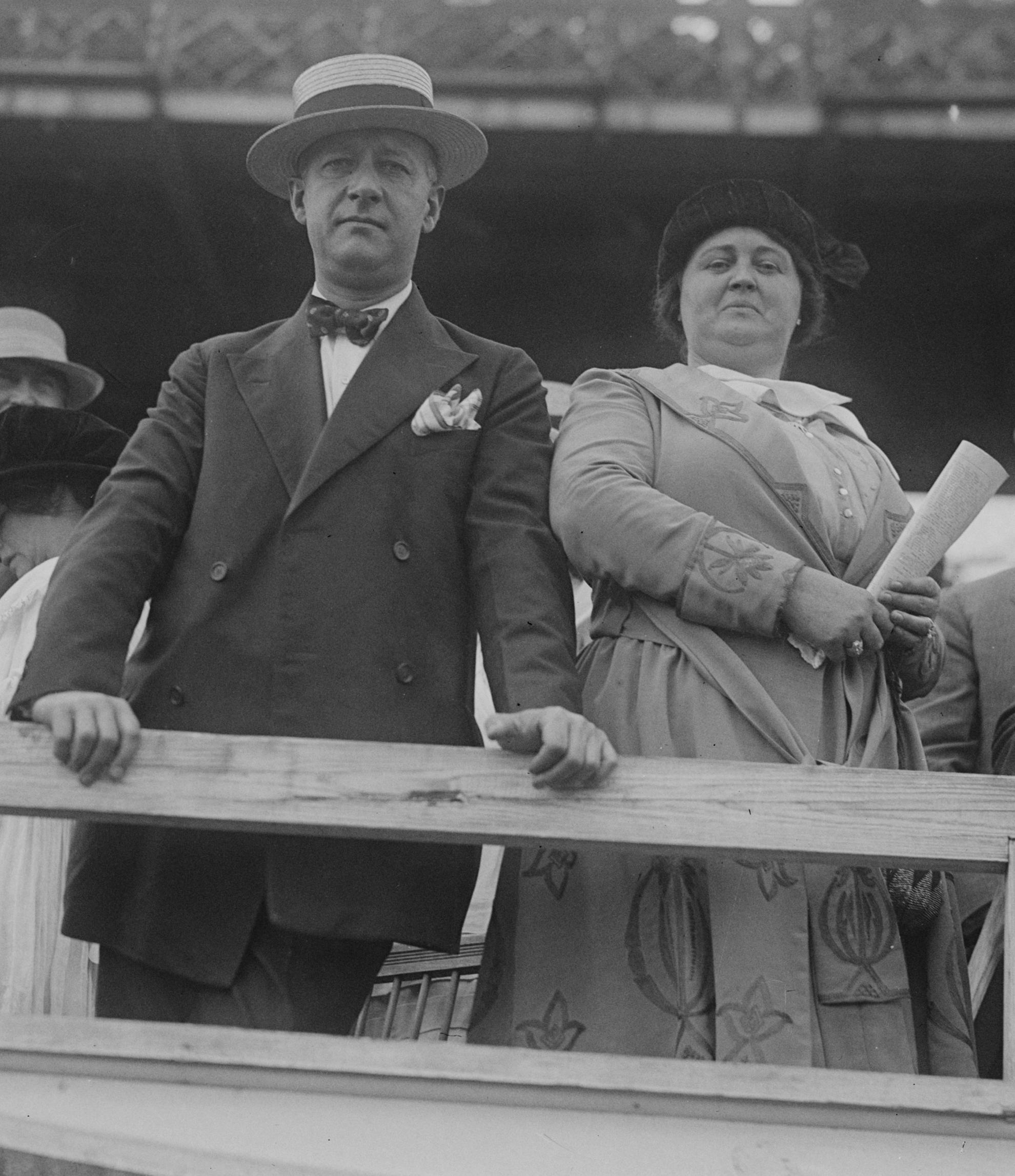
アル・スミスとその妻

1916年に始まったニューヨーク郡保安官という利益授受の多い仕事の後で、スミスは1918年にタマニーのボス、チャーリー・マーフィーや州北部の票をスミスにもたらしたジェイムズ・A・ファーリーの援助でニューヨーク州知事に当選した。州知事に選ばれた者として初めてのアイルランド系アメリカ人だった。カトリック教徒としては弾劾を受けたウィリアム・スルザーの後を継いで1913年から1914年まで務めたマーティン・H・グリンが最初だった。
1919年、スミスは「私が描くことの出来るほど低く卑しい男」という有名な演説を行い、ウィリアム・ランドルフ・ハーストとの仲が修復不可能になった。新聞王ハーストは悪名高い騒がせ屋であり、ほとんど（経済的な事項を除いて）右派の新聞帝王と知られておりニューヨーク市では民主党の人民主義派の指導者で、地元の管理者を選ぶときにタマニー・ホールとの結びつきがあった。ハーストはスミスのことを、ミルクの価格を下げないことで「子供達を飢えさせる」と攻撃した。
スミスは1920年の知事選では再選に失敗したが、1922年、1924年、1926年と続けて選ばれた。この時の選挙マネジャーはジェイムズ・ファーリーだった。スミスは知事として、政府が社会の必要としていることに合うようにより効率的で、より効果的であるように追求した進歩主義者として、全国的にも知られるようになった。一方スミスの若いユダヤ系アメリカ人助手で後に「ニューヨークのマスタービルダー」と呼ばれるロバート・モーゼスが全国でも初めての州立公園や公園道路の仕組みを作り、公共事業の仕組みを改善したので、州務長官の指名を受けた。スミスの知事在任中にフランシス・パキンスの助力を得て、労働災害補償、女性の年金および児童と余生の労働について、多くの州に先駆けて規制法を強化した。パーキンスは後にフランクリン・ルーズベルト大統領の労働長官になった。1924年の民主党全国大会で民主党の大統領候補指名を求め果たせなかったが、リンチや人種暴動を非難することで市民の自由の側に立って邁進した。ルーズベルトはその指名推薦演説でスミスのことを「政治の戦場での幸福な戦士」と祝した。

### 1928年の選挙
スミスが「3つのP、すなわち禁酒(Prohibition)、偏見(Prejudice)および繁栄(Prosperity)」で敗れたというしばしば引用される所見を作ったのは記者のフレデリック・ウィリアム・ワイルだった。

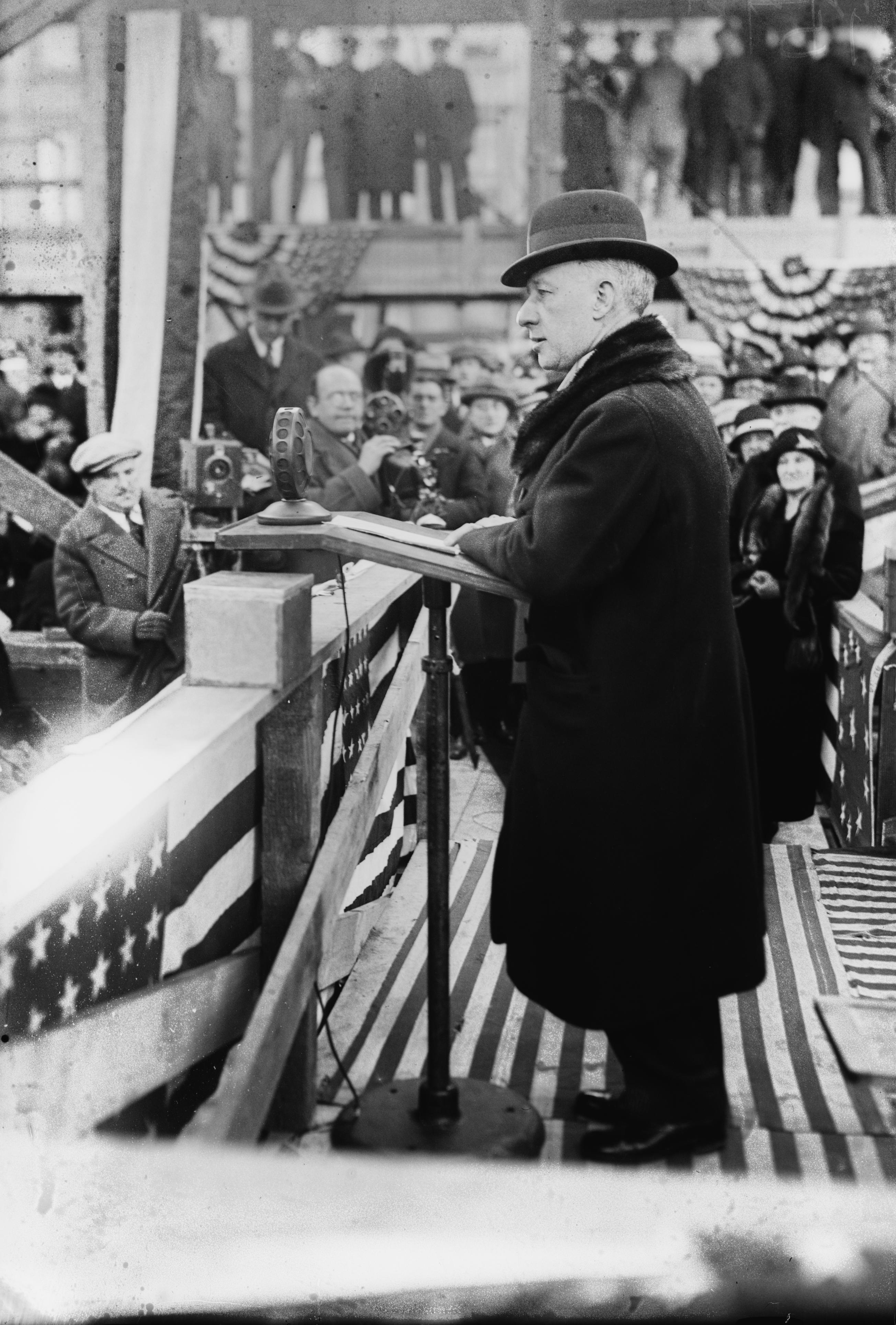
演説するアル・スミス

共和党はこの時も1920年代の経済的好況の恩恵を受けており、共和党大統領候補ハーバート・フーヴァーはその継続を公約した。歴史家達は、繁栄とともに反カトリック教感情がフーヴァーを当選させたが、フーヴァーはそれまで大統領職を求めたことはなかった。1928年の選挙ではフーヴァーがスミスに対して地滑り的勝利を得た。
スミスはカトリック教徒として初めて主要政党の候補指名を受けた（カトリック教徒で最初に大統領になったのはジョン・F・ケネディであり、最初の候補者はチャールズ・オコーナーだが二大政党ではなかった）。最も議論を呼んだ問題は禁酒法を継続するかということだった。スミス個人は禁酒法が国の憲法の一部として法制化されていたものの、その緩和か撤廃に賛成していたが、民主党はこの問題で北と南に分かれた。スミスは選挙運動期間中この問題には言質を与えないでかわそうと努めた。
スミスはフーヴァーと同様、良き政府と効率についてはっきりと提唱する者だった。しかし、その選挙運動では「その記録を見てみよう」と言ったことでも知られるようになった。スミスは1920年や1924年の選挙では分裂していたカトリック教徒票をまとめ上げ、特に女性を含め初めて数百万のカトリック教徒票を得た。しかし、民主党の重要な支持基盤である北部の田舎や南部の都市と郊外は失った。その副大統領候補、アーカンソー州出身のジョセフ・ロビンソンのお陰もあり、ディープサウスを制し、合衆国で人口の多い10都市も制した。スミスが敗北した原因の幾つかは、大統領としてのスミスが憲法よりもローマ法王に従うのではないかという怖れ、ニューヨーク市の力に対する恐れ、タマニー・ホールとの結びつきで汚職の長い歴史に対する嫌悪感、さらにはスミス自身の可もなく不可もない選挙運動が挙げられた。スミスの選挙運動歌『ニューヨークの歩道』は田舎の人々には受けが良くなく、「ラディオ」というような都会風の発音が幾分外国人のように見えた。スミスはニューヨーク州で負けたが、仲間の民主党員フランクリン・ルーズベルトはスミスに代わってニューヨーク州知事に選ばれた。ジェイムズ・ファーリーはスミスの地盤をルーズベルトの知事選挙に使って成功させ、後には1932年と1936年の大統領選挙でもルーズベルトを当選させた。

### 有権者の再編成
スミスは長期的展望に立って有権者の再編成を始めた。ルーズベルトのニューディール連合の先駆けとなる階級の無い政治の終わりを打ち上げた。ある政治学者が説明したように、「1928年のアル・スミスの候補指名までは、民主党は都市のブルーカラーや、後にニューディール連合の中核となったカトリック教徒から票を得られなかった。第四政党制の特徴であり続けた小さな階級二極化の様相を破れなかった。」ファイナン（2003年）はスミスが20世紀前半のアメリカ政治の性格を変えたことであまり評価されていない象徴であると言っている。田舎の農業アメリカの優位が揺らいでいる当時都市の工業アメリカの成長する大望を代表していた。特にカトリック教徒やユダヤ人移民の希望や野望に結びつけられた。スミスは敬虔なカトリック教徒だったが、宗教的偏見に対するその戦いは、禁酒法で課せられたプロテスタントの宗教的道徳と戦った時にしばしば誤解された。

### ルーズベルトに対する反論
スミスはルーズベルトの治世にルーズベルトによって疎外されているように感じた。二人は1932年の大統領候補指名争いでライバルだった。党大会ではルーズベルトに対する憎悪が非常に大きかったので、長い間の競争意識を脇に置いてウィリアム・マカドゥーやウィリアム・ハーストとの連衡を図り、数回の指名投票ではルーズベルトの指名阻止に動いた。この有りそうもない連衡は、スミスが妥協候補者を見付けることを拒否し自分を候補者に仕立てたときに壊れた。指名競争に敗れたスミスは渋々ながら1932年のルーズベルト選挙運動を助けた。ルーズベルトがそのニューディール政策で革新的な政策を実行し始めたとき、スミスは反対する側に回った。ニューディール政策は良き政府の進歩的理想概念を裏切るものであると考え、実業界との密接な協働を目標に据えた。1934年には他の著名民主党保守派と共に、アメリカ自由同盟の旗手になり、ルーズベルトのニューディール政策に対する政治的反対活動に焦点を当てた。1936年の大統領選挙ではアルフレッド・ランドン、1940年の大統領選挙ではウェンデル・L・ウィルキーと、共に共和党の大統領候補を支持した。
スミスがルーズベルトやそのニューディール政策と訣別したことは個人的な不満が動機になっていたが、スミスはその信念や政治では首尾一貫していた。ファイナンは、スミスが常に社会的流動性、経済的機会、宗教的寛容さおよび個人主義を信奉していたと主張している。

## 実業家として

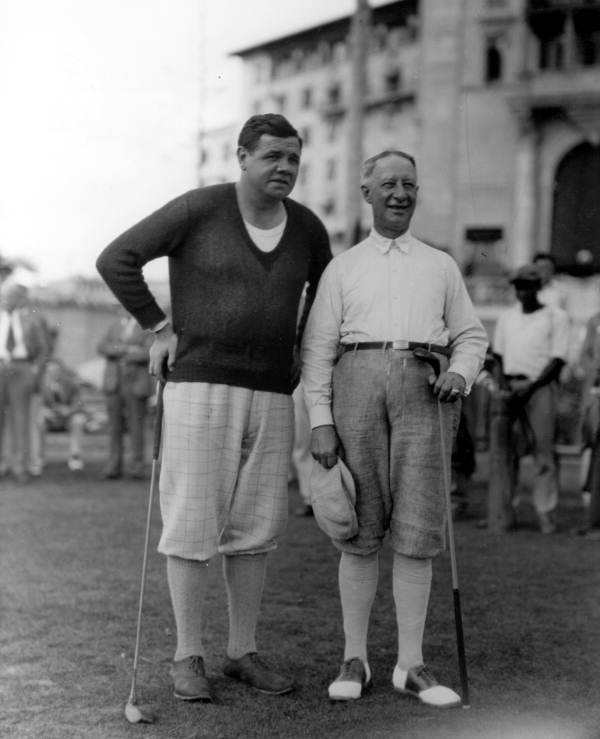
フロリダ州コールゲイブルズで野球の巨人ベーブ・ルースとゴルフを楽しむアル・スミス（1930年） - フロリダ州記録保管所

1928年の選挙後、スミスはエンパイア・ステート・ビルディングを建て運営するエンパイア・ステート会社の社長に就任した。この建物の建設は会社の社長としてのスミスの指示で1930年3月17日に厳かに起工、世界一の摩天楼は1931年の5月1日のメーデーに、スミスの孫がリボンカットに参加してオープン、わずか13ヶ月の工期であった。スミスがローワー・イースト・サイドにあった少年時代の家から建設されるのを見ていたブルックリン橋と同様、エンパイア・ステート・ビルディングは多くの人々の関心を引き建設されたビジョンと成果となった。
スミスは、他のニューヨーク市を代表する実業家らと同様、第二次世界大戦を強く支持していたが、戦争協力や要請を時のルーズベルト大統領から求められることは特になかった。

## エピソード
スミスが権力の座から滑り降りた後で、かつてスミスのもとでニューヨーク市のインフラストラクチャー建設を担当したロバート・モーゼスはスミスが気落ちして孤独になり、動物園の檻の前で動物達に語り掛けることが多いという噂や、火災の際に動物達が救われずに射殺されると知って怖れ、その邸宅で飼っていたペットまで行方をくらまし、深く悲しんでいるということも耳にしていた。モーゼスは早速他のプロジェクトから予算を集めて、特に子供達が興味を引く動物園整備を最優先事項とし、8ヶ月程度の短期間で動物園整備を行った。再開した際スミスも招待し、観客が見守る中で2つの大きな箱が開けられて中からライオンとゴリラが1頭ずつ現れる演出を施した他、300人の楽しげな児童の集団と共に動物園でのパレードにも参加。スミスは「中央公園動物園の名誉夜間監督官」の肩書きを貰い、動物の檻のマスターキーを受け取り、終生昼夜に拘わらず望むときに動物園に入ることができると告げられた。
1939年、教皇が一般信徒に与える最高の名誉称号であるパパル・チェンバレンに任命された。
スミスは70歳の1944年10月4日にロックフェラー大学病院で、5ヶ月前に癌で亡くなった妻のことを悼みながら死去した。遺体はクィーンズ区カルバリー墓地に埋葬されている。

## スミスの名前に因むもの
- アルフレッド・E・スミス・ビル、ニューヨーク州オールバニに1928年に建てられた超高層建築物
- アルフレッド・E・スミス知事ハウス、スミスの生誕地近くローワー・マンハッタンの公営住宅
- アルフレッド・E・スミス知事公園、スミスの生誕地近くマンハッタン近郷のトゥーブリッジにある公園
- アルフレッド・E・スミス・リクレーションセンター、マンハッタンのトゥーブリッジ近郷の青年活動センター
- アルフレッド・E・スミス知事サンクン湿地州立公園、ロングアイランドの州立公園
- PS 163アルフレッド・E・スミス学校、マンハッタンのアッパー・ウェスト・サイドにある学校
- PS 1アルフレッド・E・スミス、マンハッタンのチャイナタウンにある学校
- アルフレッド・E・スミス記念基金晩餐会、カトリック慈善団体のための慈善興行、および大統領選挙の道の停留所
- スミス・ホール、ニューヨーク州立大学ビンガムトン校ヒンマン・カレッジの寮
- アルフレッド・E・スミス職業高校、サウス・ブロンクスの高校

## 主な選挙の記録

### 1928年アメリカ合衆国大統領選挙
| 大統領選の結果                       |                |            |            |              |                                          |              |
| 大統領候補者 出身州                  | 党             | 得票数     | 得票率     | 選挙人得票数 | 副大統領候補者 出身州                    | 選挙人得票数 |
| ハーバート・フーヴァー アイオワ州    | 共和党         | 21,427,123 | 58.2%      | 444          | チャールズ・カーティス カンザス州        | 444          |
| アル・スミス ニューヨーク州          | 民主党         | 15,015,464 | 40.8%      | 87           | ジョセフ・T・ロビンソン アーカンソー州   | 87           |
| ノーマン・トーマス ニューヨーク州    | アメリカ社会党 | 267,478    | 0.7%       | 0            | ジェイムズ・H・モーラー ペンシルベニア州 | 0            |
| ウィリアム・Z・フォスター イリノイ州 | アメリカ共産党 | 48,551     | 0.1%       | 0            | ベンジャミン・ジットロー ニューヨーク州  | 0            |
| その他                               | -              | 48,396     | 0.1%       | 0            | -                                        | 0            |
| 合計                                 | 合計           | 36,807,012 | 100%       | 531          | -                                        | 531          |
| 選出必要数                           | 選出必要数     | 選出必要数 | 選出必要数 | 266          | -                                        | 266          |

- 一般選挙に関する出典:. . (2005年7月28日).
- 選挙人選挙に関する出典:（2005年7月28日）

### ニューヨーク州知事選、1918年-1926年
| 知事候補                         | 伴走候補者                                                     | 党               | 一般選挙  | 一般選挙 |
| -------------------------------- | -------------------------------------------------------------- | ---------------- | --------- | -------- |
| アル・スミス                     | ハリー・C・ウォーカー                                          | 民主党           | 1,009,936 | (47.37%) |
| チャールズ・S・ホィットマン      | エドワード・スケネック（共和党） マミー・W・コルビン（禁酒党） | 共和党 禁酒党    | 995,094   | (46.68%) |
| チャールズ・ウェズリー・アービン | エラ・リーブ・ブルーア                                         | アメリカ社会党   | 121,705   | (5.71%)  |
| オリーブ・M・ジョンソン          | オーガスト・ジルハウス                                         | 社会主義労働者党 | 5,183     | (0.24%)  |

注:
- このニューヨーク州知事選挙で初めて女性が投票し、スミスは100万票以上を獲得した初めての知事になった。しかし、有権者は大きく拡大したが、総得票数は過半数に届かず、多数票で勝利した。
- 比較のために1916年のニューヨーク州知事選挙では、チャールズ・S・ホィットマン（1918年にスミスが破った対抗馬）が850,020票を獲得しただけだが、得票率52.63％の過半数だった。
- 知事選の総投票数は2,192,970票だった。上記候補者に対する票以外に、43,630票の白票、16,892票の無効票、530票の散票があった[10]。

| 知事候補                         | 伴走候補者                     | 党               | 一般選挙  | 一般選挙 |
| -------------------------------- | ------------------------------ | ---------------- | --------- | -------- |
| ネイサン・L・ミラー              | ジェレマイア・ウッド           | 共和党           | 1,335,878 | (46.58%) |
| アル・スミス                     | ジョージ・R・フィッツ          | 民主党           | 1,261,812 | (44.00%) |
| ジョセフ・D・キャノン            | ジェシー・ウォレス・ヒューガン | アメリカ社会党   | 159,804   | (5.57%)  |
| ダッドリー・フィールド・マローン | -                              | 農業労働者党     | 69,908    | (2.44%)  |
| ジョージ・F・トンプソン          | エドワード・G・デルトリッチ    | 禁酒党           | 35,509    | (1.24%)  |
| ジョン・P・クィン                | -                              | 社会主義労働者党 | 5,015     | (0.17%)  |

- List of candidates, in NYT on September 13, 1920

| 知事候補                    | 伴走候補者                | 党                          | 一般選挙  | 一般選挙 |
| --------------------------- | ------------------------- | --------------------------- | --------- | -------- |
| アル・スミス                | ジョージ・R・ラン         | 民主党                      | 1,397,670 | (55.21%) |
| ネイサン・L・ミラー         | ウィリアム・J・ドノバン   | 共和党                      | 1,011,725 | (39.97%) |
| エドワード・F・キャシディ   | テレサ・B・ワイリー       | アメリカ社会党 農業労働者党 | 109,119   | (4.31%)  |
| ジョージ・K・ハインズ       | ウィリアム・C・ラムズデル | 禁酒党                      | 9,499     | (0.38%)  |
| ジェレマイア・D・クローリー | ジョン・E・ディリー       | 社会主義労働者党            | 9,499     | (0.38%)  |

| 知事候補                         | 伴走候補者               | 党               | 一般選挙  | 一般選挙 |
| -------------------------------- | ------------------------ | ---------------- | --------- | -------- |
| アル・スミス                     | ジョージ・R・ラン        | 民主党           | 1,627,111 | (49.96%) |
| セオドア・ルーズベルト・ジュニア | セイモア・ローマン       | 共和党           | 1,518,552 | (46.63%) |
| ノーマン・マットゥーン・トーマス | チャールズ・ソロモン     | アメリカ社会党   | 99,854    | (3.07%)  |
| ジェイムズ・P・キャノン          | フランクリン・P・ブリル  | 労働者党         | 6,395     | (0.20%)  |
| フランク・E・パッソーノ          | ミルトン・ワインバーガー | 社会主義労働者党 | 4,931     | (0.15%)  |

注:この選挙は、当選した知事の伴走候補者が落選したことでは最後のものになった。民主党のスミス知事の任期の間、共和党のローマンが副知事を務めた。
| 知事候補                    | 伴走候補者               | 党               | 一般選挙  | 一般選挙 |
| --------------------------- | ------------------------ | ---------------- | --------- | -------- |
| アル・スミス                | エドウィン・コーニング   | 民主党           | 1,523,813 | (52.13%) |
| オグデン・ミルズ            | セイモア・ローマン       | 共和党           | 1,276,137 | (43.80%) |
| ジェイコブ・パンケン        | アルバート・クラッセンズ | アメリカ社会党   | 83,481    | (2.87%)  |
| チャールズ・E・マニエール   | エラ・マッカーシー       | 禁酒党           | 21,285    | (0.73%)  |
| ベンジャミン・ジトロー      | フランクリン・P・ブリル  | 労働者党         | 5,507     | (0.19%)  |
| ジェレマイア・D・クローリー | ジョン・E・デリー        | 社会主義労働者党 | 3,553     | (0.12%)  |

## フィクションの中で
ハリイ・タートルダヴのもう一つの歴史シリーズ「タイムライン191」の中で、アメリカ連合国が南北戦争に勝利し、アル・スミスは1936年に3人目の社会主義者の合衆国大統領になる。1941年、スミスの2期目で南軍が北部に侵入し、第二次世界大戦が始まる。スミスは1942年に、このとき合衆国の首都だったフィラデルフィアの掩蔽壕で、南軍の爆撃で死亡する。

### 一次史料
- Smith, Alfred, E. (1929). Campaign addresses of Governor Alfred E. Smith, Democratic Candidate for President 1928. Washington, D.C.: Democratic National Committee. ISBN 0404061176. OCLC 300555
- Alfred E. Smith. Progressive Democracy: Addresses & State Papers. (1928) online edition